# Urnengräberfeld von Profen
Koordinaten: 51° 8′ 0″ N, 12° 10′ 0″ O
Das germanische Urnengräberfeld von Profen aus der frühen römischen Kaiserzeit wurde in Profen im Burgenlandkreis in Sachsen-Anhalt im Tagebau entdeckt und in den Jahren von 2006 bis 2007 vom Landesamt für Denkmalpflege und Archäologie Sachsen-Anhalt durch Blockbergungen gehoben und untersucht. Aus der Menge der 560 Urnengräber ragt der Goldschatz von Profen hervor, die reiche Bestattung einer Frau aus der Mitte des 1. Jahrhunderts n. Chr., die Grabbeigaben aus Gold mit einem Gesamtgewicht von 430 Gramm enthielt.

## Fundbeschreibung
Zwischen Mai 2006 und September 2007 untersuchte das Landesamt für Denkmalpflege und Archäologie Sachsen-Anhalt im Tagebauvorfeld Profen ein mehrere Hektar großes Urnengräberfeld aus der frühen römischen Kaiserzeit (85 v. Chr. bis 90 n. Chr.). Die Urnengräber wurden als Blockbergungen gehoben und in der Restaurierungswerkstatt des Landesamtes untersucht.
Bei den meisten Gräbern wurde Brandbestattung ausgeübt, die Beigaben verbrannten häufig mit und waren dadurch größtenteils zerstört. In der Regel enthielt eine Urne aus gebranntem Ton wenige verbrannte Knochenreste sowie Trachtbestandteile, die das Feuer überstanden. Erhalten blieben etwa Nadeln aus Bein und Bronze sowie eiserne und bronzene Gewandschließen. Erhalten geblieben ist auch Schmuck wie genutzte Glasperlen, silberne und goldene Kettenanhänger sowie Armringe. Pinzetten, Spiegel, Rasiermesser und auch Trinkhornaufhängungen geben Einblick in die Lebenswelt der Elbgermanen. Messer, Lanzenspitzen, Schildbuckel, bronzene Schwertknäufe, Eisenschwerter sowie Schildrandbeschläge aus Eisen waren Teil der Männertracht.
Erstmals gelang die Rekonstruktion des Bestattungsrituals. Für die Analyse wurden computertomographischer Untersuchungen, Rasterelektronenmikroskopie und Mikroröntgenfluoreszenzanalytik angewandt: Anhand der Verbrennungsgrade, der Schmelzperlen und der  Metallteile der Tracht konnte eine Begräbnisabfolge von der Brandbestattung auf dem Scheiterhaufen bis zum Einbringen der Urne in den Boden aufgezeigt werden. Zudem ermöglichen die Funde eine gesicherte Synchronisation der hiesigen Region mit dem Römischen Reich.

## Ausstellung
Die herausragenden Funde, der sogenannte Goldschatz von Profen, sind seit dem 20. Februar 2015 Teil der Dauerausstellung des Landesmuseums für Vorgeschichte in Halle.